# Protographium marcellinus
Protographium marcellinus је врста лептира из породице једрилаца (лат. Papilionidae). 

## Распрострањење
Ареал врсте је ограничен на једну државу. Јамајка је једино познато природно станиште врсте.

## Угроженост
Ова врста се сматра рањивом у погледу угрожености врсте од изумирања.